# Lakhdar Belloumi
Lakhdar Belloumi (arab.: لخضر بلومي) (ur. 29 grudnia 1958 w Mu’askar) - były algierski piłkarz i menedżer. Grał w czterech klubach MC Oran, MC Algier, Al-Arabi SC, GCR Mascara i reprezentacji Algierii, był on jednym z najlepszych piłkarzy w historii kraju.

## Kariera piłkarska
Piłkarską karierę zaczął w klubie MC Oran, z którym zdobył Puchar Algierii. Następnie przeszedł do MC Alger, z którym zdobył mistrzostwo kraju. Grał także w i GCR Mascara i katarskim klubie Al-Arabi SC. Po latach wrócił do swojego rodzinnego klubu MC Oran. W 1983 roku, gdy reprezentacja Algierii wygrała z Juventusem 3:2 (Belloumi strzelił wtedy dwa gole), Turyńczycy chcieli podpisać z nim kontrakt. Lakhdar grałby wtedy obok Zbigniewa "Zibi" Bońka i Michela Platini. Kiedy było już blisko podpisania umowy, na przeszkodzie stanęła kontuzja, w meczu z Libanem.
Piłkarz reprezentacji Algierii, jest strzelcem gola w pamiętnym meczu z Niemcami na Mistrzostwach Świata 1982 w Hiszpanii. Wtedy Algierczycy ku zaskoczeniu wszystkich wygrali z mistrzami Europy 2:1. W związku z tym szokującym wynikiem, kilku graczy RFN podejrzewano o obstawienie takiego wyniku u bukmacherów. Później Algieria przegrała z Austrią 0:2, lecz pokonała Chile 3:2 i liczyła na korzystne dla siebie rozstrzygnięcie. Jednak w ostatniej kolejce RFN pokonał Austrię, w efekcie czego Algieria odpadła z turnieju. Na mistrzostwach świata 1986 w Meksyku, reprezentacja Algierii nie zagrała tak dobrze jak cztery lata wcześniej, gdyż przegrała dwa razy. Najpierw ponieśli porażkę w starciu z Hiszpanią, a później z Brazylią, zremisowała także z Irlandią Płn). Ostatecznie zajęła ostatnie miejsce w swojej grupie, przy bilansie 1:5. Ze swoją reprezentacją zdobył drugie miejsce na mistrzostwach Afryki 1980, trzecie w 1984 oraz w 1988 i czwarte w 1982. Lakhdar Belloumi zagrał w drużynie "Światowej 11".

## Kariera trenerska
W 2005 roku przejął po Alim Fergani urząd trenera reprezentacji Algierii. W pierwszym meczu eliminacji do Mistrzostw Świata 2006 w Niemczech jego reprezentacja zremisowała 1:1 przyszłym uczestnikami Mistrzostw Świata Angolą. Po tym dobrym wyniku było już gorzej, remisowali z dużo słabszymi reprezentacjami i ostatecznie zajęli piąte miejsce w swojej grupie.